# Handwarmer

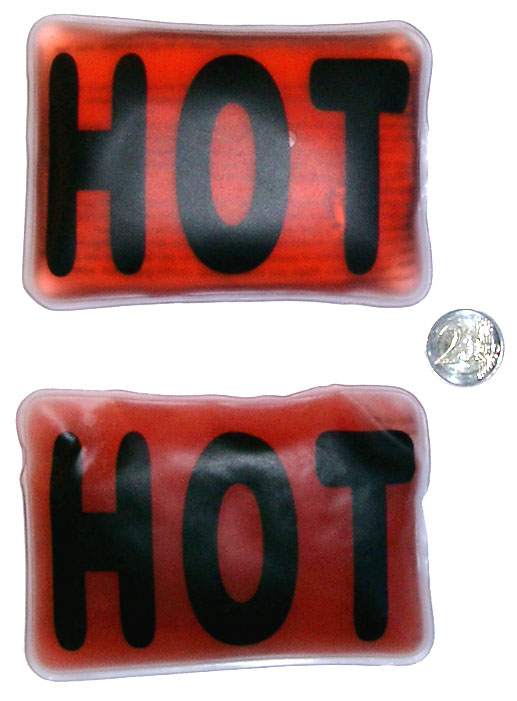
Handwarmer voor en na gebruik, met een munt van 2 euro om de grootte in te schatten

Een handwarmer (soms hotpack genoemd) is een plastic zakje dat onderkoeld natriumacetaat (CH3COONa) in water bevat. Door het metalen plaatje in de vloeistof te knikken wordt de latente warmte vrijgegeven. De faseovergang begint met het vormen van natriumacetaattrihydraat-kristallen (CH3COONa.3H2O) rondom het plaatje (de verstoring), waarna de gehele oplossing eromheen kristalliseert. Dit is een exotherm proces, waarbij de oplossing verandert van een transparante vloeistof naar een vaste niet transparante toestand.
De duur en de temperatuur van de handverwarmer hangt af van de verhouding tussen de vloeistof en het contactoppervlakte, maar in de meeste gevallen duurt het kristallisatieproces een halfuur.
Door het zakje met de gekristalliseerde oplossing ongeveer 10 minuten te verwarmen tot boven zijn smeltpunt (80°C), bijvoorbeeld door het te koken in water, verloopt de omgekeerde reactie. Hierbij wordt de inhoud van het zakje weer vloeibaar, waarna het verwarmertje opnieuw gebruikt kan worden.